# Calinic Dumitriu

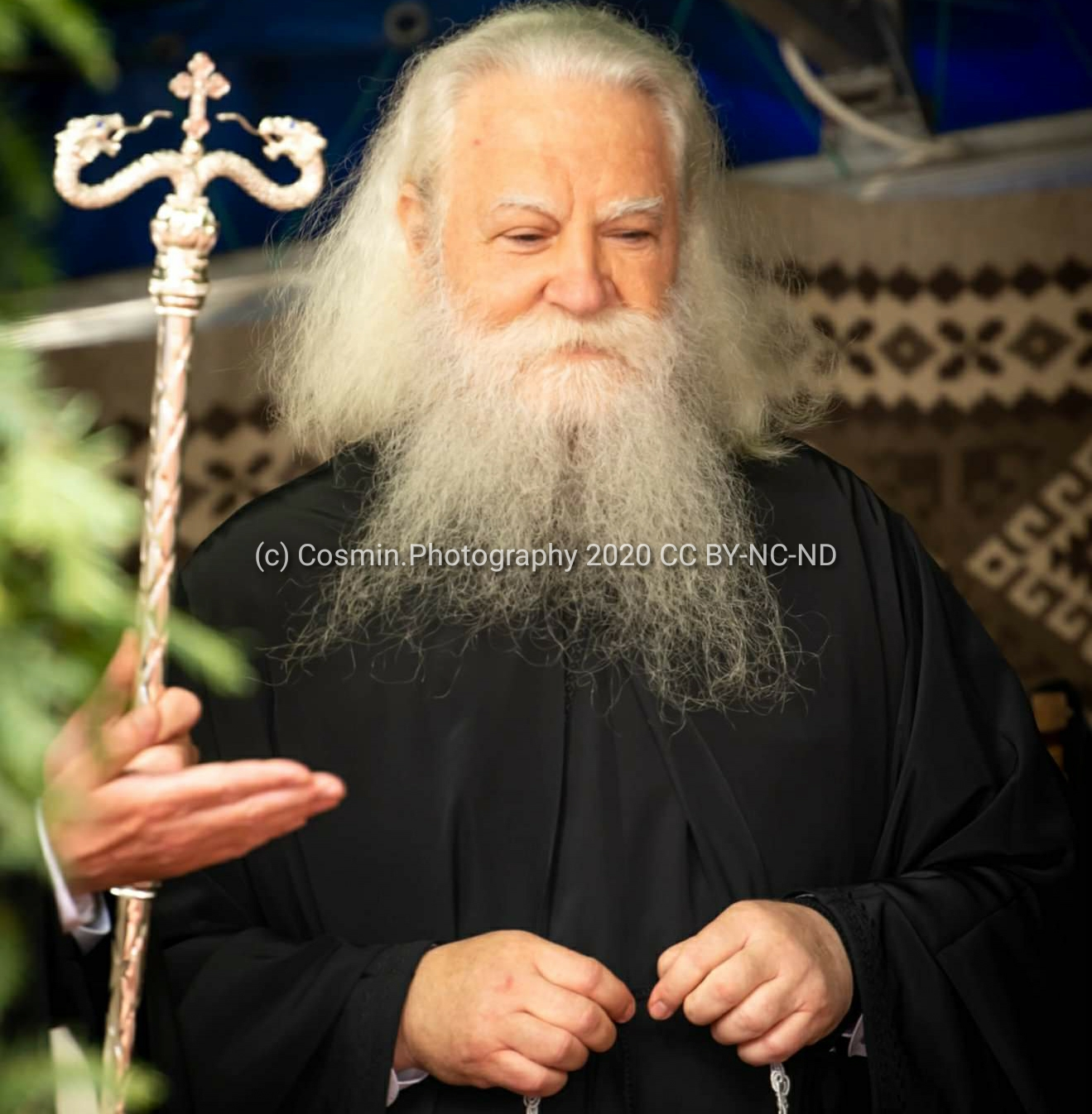
IPS Calinic Dumitriu, în ziua întronizării ca Arhiepiscop al Sucevei și Rădăuților, 26 iulie 2020

Calinic Dumitriu, cunoscut și cu numele de Calinic Botoșăneanul, pe numele de mirean Constantin Dumitriu, (n. 18 noiembrie 1957, Iași, România) este un cleric român, care îndeplinește în prezent funcția de arhiepiscop al Sucevei și Rădăuților.
A intrat ca frate la Mănăstirea Putna în 1980 și a deținut mai târziu funcția de stareț al Mănăstirii Râșca (1990-1991). În anul 1991, după alegerea episcopului Pimen Zainea ca arhiepiscop al Sucevei și Rădăuților, a fost ales ca episcop-vicar al Arhiepiscopiei Iașilor, cu titulatura de Botoșăneanul (1991-2020), colaborând în această calitate cu mitropoliții Daniel Ciobotea și Teofan Savu. A fost ales de Sfântul Sinod al Bisericii Ortodoxe Române la 21 iulie 2020 în postul de arhiepiscop al Sucevei și Rădăuților, ca succesor al lui Pimen Zainea, și a fost întronizat în Mănăstirea „Sfântul Ioan cel Nou” din Suceava la 26 iulie 2020.

## Biografie
S-a născut la data de 18 noiembrie 1957 în municipiul Iași, primind la botez numele de Constantin Dumitriu. A urmat primele 10 clase la Școala Generală „Ion Creangă” nr. 2 din Iași (1964-1974) și apoi studii secundare la Liceul Electrotehnic nr. 1 din Iași (1974-1978), după care a efectuat stagiul militar obligatoriu (1978-1980). În martie 1980, după absolvirea liceului din Iași și satisfacerea stagiului militar, a intrat ca frate la Mănăstirea Putna. A fost tuns în monahism patru ani mai târziu (în 1984) sub numele de Calinic. În perioada anilor 1985-1989 a urmat cursurile Facultății de Teologie Ortodoxă „Andrei Șaguna” din Sibiu, luându-și licența în 1989 cu lucrarea Parabolele lui Iisus de Joachim Jeremias. Această lucrare a fost tipărită ulterior la Editura Anastasia din București.
La data de 14 mai 1986 a fost hirotonit ierodiacon în Catedrala Mitropolitană din Iași de mitropolitul Teoctist Arăpașu al Moldovei și Sucevei. Două luni mai târziu, la 15 august 1986, cu prilejul hramului Mănăstirii Putna, a fost hirotonit ieromonah pe seama aceleiași mănăstiri de mitropolitul Teoctist, care fusese ales recent locțiitor de patriarh în urma morții lui Iustin Moisescu. În perioada anilor 1980-1989 a avut diferite ascultări ca: grădinar, muzeograf, ghid, mare eclesiarh. Noul mitropolit al Moldovei și Bucovinei, Daniel Ciobotea, l-a numit în anul 1990 în funcția de stareț al Mănăstirii Râșca, înălțându-l cu această ocazie la rangul de arhimandrit.
Un an mai târziu, la 25 ianuarie 1991, la propunerea mitropolitului Daniel, Sfântul Sinod al Bisericii Ortodoxe Române l-a ales pe arhimandritul Calinic Dumitriu în postul de Episcop-Vicar al Arhiepiscopiei Iașilor (cu titulatura de „Botoșăneanul”), post rămas vacant prin alegerea cu o zi mai înainte a episcopului Pimen Suceveanul ca arhiepiscop al Sucevei și Rădăuților. Calinic Dumitriu a fost hirotonit arhiereu la 25 martie 1991 în Catedrala Mitropolitană din Iași de mitropolitul Moldovei și Bucovinei.
În perioada anilor 1991-1995 episcopul Calinic a frecventat cursurile Facultății de Medicină din cadrul Academiei Mihăilene, iar între anii 1994-1998 pe cele ale Facultății de Drept din cadrul Universității „Petre Andrei” din Iași. În anul 1998 a obținut titlul de doctor în filosofie la Facultatea de Psihologie și Filosofie din cadrul Universității „Alexandru Ioan Cuza” din Iași (calificativul Magna cum laude) cu lucrarea Tanatologie și nemurire, lucrare ce a fost publicată în 1999 la Editura Cantes și care a primit premiul Academiei Române. De asemenea, în anul 2004 a susținut din nou o lucrare de doctorat în filosofie, la Catedra de Logică și Filosofie sistematică a Facultății de Filosofie din cadrul Universității „Alexandru Ioan Cuza” cu lucrarea Logica Trinității (calificativul Magna cum laude).
Episcopul Calinic a fost desemnat de mitropolitul Daniel să se ocupe de supravegherea la fața locului a programului „Nici un sat fără biserică”. Astfel, el s-a deplasat în toate parohiile din cadrul Arhiepiscopiei Iașilor, verificând stadiul lucrărilor de construcție sau modernizare, precum și modul de cheltuire a banilor.
În 14 octombrie 2009 a primit titlul de Cetățean de onoare al Municipiului Iași.

## Lucrări
Calinic Dumitriu este autorul și coordonatorul câtorva cărți, cum ar fi:
- Biblia în Filocalie (vol. I – 302 pagini, ISBN: 973-96666-9-8, vol. II – 398 pagini, ISBN: 973-96666-6-3, Trinitas, Iași, 1995);
- Tanatologie și nemurire (432 pagini, Cantes, Iași, 1999, ISBN: 973-99236-0-7, lucrare premiată în anul 2000 de Academia Română);
- Parabolele lui Iisus de Joachim Jeremias (330 pagini, traducere din limba engleză, publicată în colaborare cu pr. prof. dr. Vasile Mihoc și dr. Ștefan Matheiu, Anastasia, București, 2000, ISBN: 973-9374-58-1);
- Meditații filocalice (404 pagini, Cantes, Iași, 2001, ISBN: 973-8173-18-3);
- Fărâme dintr-o existență exemplară. Arhimandritul Iachint – un stareț simbol (coordonator, 177 pagini, Gedo, Cluj-Napoca, 2005, ISBN: 973-99085-9-4);
- Logica Trinității (285 pagini, Gedo, Cluj-Napoca, 2005, ISBN: 973-99085-1-9);
- Fenomenul „Biserica ortodoxă secretă” – o erezie la început de mileniu III (110 pagini, Gedo, Cluj-Napoca, 2006, ISBN: 973-99085-2-7);
- Predici la înmormântări – 53 de modele (împreună cu prof. univ. dr. Gheorghe Scripcaru, 318 pagini, Gedo, Cluj-Napoca, 2007, ISBN: 978-973-88284-1-4);
- Un personaj plurivalent al cetății – Claudiu Paradais: eseist, muzeograf, critic și istoric de artă (coordonator, 219 pagini, Gedo, Cluj-Napoca, 2007, ISBN: 978-973-88284-2-1);
- Sfinții – Mlădițe din Hristos (336 pagini, Doxologia, Iași, 2010, ISBN: 978-606-8117-30-0);
- Mănăstirea Hadâmbu – 350 ani de istorie și spiritualitate (editor, 360 pagini, Doxologia, Iași, 2009, ISBN: 978-606-92197-8-2); Sărbătorile – daruri ale Învierii (211 pagini, Doxologia, Iași, 2010, ISBN 978-606-8117-48-5);
- Duminicile – peceți ale Învierii (248 pagini, Doxologia, Iași, 2010, ISBN: 978-606-8117-73-7);
- Trecut-au anii. Un destin sinuos devenit poezie (48 pagini, Sf. Mina, Iași, 2010, ISBN: 978-606-8078-22-9);
- Triodul – Golgota pocăinței (226 pagini, Doxologia, Iași, 2011, ISBN: 978-606-8117-91-1);
- Penticostarul – Cincizecimea Învierii (167 pagini, Doxologia, Iași, 2011, ISBN: 978-606-8278-07-0);
- Cartea Sfințirilor (524 pagini, Print Multicolor, Iași, 2012);
- Imnul Icoanei Făcătoare de Minuni de la Mănăstirea Hadâmbu (51 pagini, Print Multicolor, Iași, 2012);
- Nouăsprezece plus unul (coordonator, 33 pagini, Vasiliana ‘98, Iași, 2013);
- Paraclisul Maicii Domnului – o scrisoare de pocăință către omul contemporan (62 pagini, Pars Pro Toto, Iași, 2014, ISBN: 13978-973-88185-1-8);
- Maica Domnului în lumina Sfintei Scripturi și a Sfintei Tradiții. O sinteză pentru omul grăbit (204 pagini, Pars Pro Toto, Iași, 2014, ISBN: 978-973-88185-1-7);
- Sfințirile – lucrări ale Duhului Sfânt (pareneze) (344 pagini, Pars Pro Toto, Iași, 2014, ISBN: 978-973-88185-2-1);
- Rânduieli și rugăciuni la diferite trebuințe (364 pagini, Pars Pro Toto, Iași, 2014, ISBN: 13978-973-88185-1-9);
- Fărâme de comuniune și neuitare - Prof. Dumitru Rădăuceanu (coordonator, 217 pagini, Pars Pro Toto, Iași, 2014, ISBN: 978-973-88185-4-5);
- Miride în cuvinte (55 pagini, Sf. Mina, Iași, 2014, ISBN: 978-606-8078-94-6);
- Viața părintelui Serafim între vedenii, vise și realitate (125 pagini, Pars Pro Toto, Iași, 2014);
- Mitropolia Caterisiților de la Secuieni (50 pagini, Iași, 2014);
- Arhim. Mitrofan Băltuță – un nume nepieritor (coordonator, 465 pagini, Doxologia, Iași, 2015, ISBN: 978-606-666-455-4);
- Imnul Icoanei Făcătoare de Minuni de la Mănăstirea Gorovei (47 pagini, Print Multicolor, Iași, 2015);
- Părintele Hrisostom Dănilă – matematicianul vieții trăite în Hristos (coordonator, 365 pagini, Doxologia, Iași, 2015, ISBN: 978-606-666-440-0);
- Părinții copilăriei mele (193 pagini, Doxologia, Iași, 2015, ISBN: 978-606-666-454-7);
- Înmormântarea sinucigașilor – moment pastoral și misionar (45 pagini, Sf. Mina, Iași, 2015, ISBN: 978-606-759-032-6);
- Mănăstirea „Nașterea Maicii Domnului” – Hadâmbu. Monografie (63 pagini, Doxologia, Iași, 2015);
- Mănăstirea „Izvorul Tămăduirii” – Zosin. Monografie (67 pagini, Doxologia, Iași, 2015);
- Parabolele – nestemate ale învățăturii lui Iisus (272 pagini, Sf. Mina, Iași, 2016, ISBN: 978-606-759-050-0);
- Lacrimi în cuvinte (coordonator, 372 pagini, Print Multicolor, Iași, 2016);
- Mănăstirea „Nașterea Maicii Domnului” – Hadâmbu (71 pagini, Doxologia, Iași, 2016);
- Minunile – Revelații ale Sfintei Treimi (420 pagini, Apollonia, Iași, 2017, ISBN: 978-606-8410-79-1);
- Icoana Maicii Domnului de la Mănăstirea Hadâmbu – minuni recente (65 pagini, Print Multicolor, Iași, 2017);
- Biserica „Sfântul Iulian din Tars”. Monografie (63 pagini, PIM, Iași, 2018);
- Despre Sfintele Taine și Ierurgii (150 pagini, Doxologia, Iași, 2018, ISBN: 978-606-666-819-4);
- Ofrandă la ceas aniversar (47 pagini, Doxologia, Iași, 2019, ISBN: 978-606-666-806-4);
- Prof. univ. dr. Mihail Isac – Biofizicianul ieșean de renume internațional (coordonator, 221 pagini, Doxologia, Iași, 2019, ISBN: 978-606-666-793-7);
- Complementaritate în diversitate în satul românesc; continuitate și contiguitate episcopală; traducători de cărți bisericești (140 pagini, Doxologia, Iași, 2019, ISBN: 978-606-666-826-2);
- Sfinții – Prietenii noștri adevărați. Portrete în cuvinte (454 pagini, Doxologia, Iași, 2020, ISBN: 978-606-666-872-9);
- Familia și Filantropia – două instituții divino-umane (166 pagini, Crimca, Suceava, 2020, ISBN: 978-606-734128-7).